# La Paz (Zulia)
La Paz es una población del estado Zulia (Venezuela), ubicada en el municipio Jesús Enrique Lossada, es la capital de la Parroquia José Ramón Yépez. La Paz se encuentra a 32 km al oeste de Maracaibo.

## Historia
El hato los Teques fue fundado en 1780 y constituyó la fundación inicial de La Paz. En 1922 con la perforación del pozo petrolero Las Flores 1, fue descubierta la riqueza petrolífera y gasífera de La Paz, con lo que se inició el auge económico de la localidad. Al marcharse los trabajadores de la empresa Shell dejando así las casas solas, los habitantes de los alrededores de los campos petroleros decidieron invadir las casas las cuales tenían una arquitectura norteamericana y vivir en ellas, personajes que hoy son baluarte para la comunidad fueron los primeros que le dieron vida a lo que hoy conocemos como el pueblo de la paz.

## Geografía
La Parroquia José Ramón yepez en su mayoría es parte de la planicie de Maracaibo pero del lado oeste del municipio se encuentra la sierra de perija, la cual parte de la cordillera de los Andes. Otro levantamiento geológico importante que se encuentra en la parroquia son los cerros de santa rosa este es producto de la ejecución de la falla tectónica que se encuentra en el terreno llamada falla la paz, cadena montañosa que se extiende hasta el municipio mara donde se conoce como cerró cochino. 
La vegetación es variada, al noreste es xerófila, al sur es tropical de sabana y oeste es vegetación montañosa, se presenta de forma escalonada en pisos: a medida que se asciende, las formaciones boscosas se sustituyen por arbustos, hierba (praderas) y, en las zonas de mayor altura, musgo, teniendo así variedad de climas que caracterizan al sector, la posición geográfica de Venezuela sólo permite tener dos períodos en el año; lluvioso y seco, esto se divide en 6 meses de lluvia y 6 meses de sequías. Algo extraordinariamente maravilloso ocurre cada vez qué él periodo lluvioso inicia, para ser exactos en el mes de abril,  gran parte del territorio de La Paz está constituido por un árbol muy particular; muchos lo conocen como el araguaney o Cañaguate, dejando todo el terreno con una alfombra de color amarillo con la caída de sus flores, pierde sus hojas en enero y florece entre febrero y mayo casi simultáneamente todos los árboles del mismo sector, las flores duran de tres a cinco, al caer cubren todo el suelo de la Paz, por eso cada habitante de este Pueblo disfruta esta belleza que solo una vez al año les regala la naturaleza. 
La represa el diluvio se encuentra ubicada en el parque Nacional sierra de perija esta represa en su mayor parte de territorio le pertenece a la Parroquia José Ramón yepez, su función principal es distribuir y abastecer de agua a gran parte del Estado Zulia. La Paz tiene a sus alrededores grandes extensiones de suelos fértiles los cuales son utilizados para la producción ganadera y la siembra de cultivos. Estos suelos son ricos en minerales los cuales permiten desarrollar actividades agrícolas como la siembra de yuca, maíz, sorgo, plátano, pasto para la ganadería, entre otros productos necesarios para el consumo. En una investigación realizada por estudiantes de la Universidad del Zulia para la creación de su tesis de grado llamado: "Atlas Geográfico de la parroquia José Ramón Yépez, Material didáctico para el fortalecimiento de la identidad local, llegaron a la conclusión que las riquezas minerales y la variedad de recursos que existen en el sector de La Paz son dignas de admirar, explotar y sobre todo resaltar en toda Venezuela.

## Sectores
Entre los sectores de La Paz se encuentran:
- Campo Boyacá.
- Campo Coquivacoa.
- Campo Caliza.
- Campo Yocoima.
- Barrio 5 de Enero.
- Barrio Simón Bolívar.
- Barrio Mario Urdaneta
- Barrio Mario Urdaneta II
- Barrio San Benito.
- Barrio Caucaguita.
- Roberto Fuenmayor
- El Pueblo.
- La Conquista.
- La Gran Parada.
- Las Minas.
- Los Pantalla.
- El Laberinto.
- Sector La Planta.
- La nuevecita
- Sector Villa Salas
- Sector Las Marias

## Zona Residencial
La Paz está formada por campos petroleros o conjuntos habitacionales establecidos por la compañía petrolera Shell como residencia para sus trabajadores en terrenos del antiguo hato los Teques, posteriormente se añadieron algunos sectores e infraestructura urbana. La Paz es la segunda localidad más poblada del municipio.

## Vialidad y Transporte
La vía principal que conduce a La Paz es la llamada vía a la Concepción que comienza en la Av. La Limpia en Maracaibo en el sector Curva de Molina y que llega hasta La Paz. Otra vía importante es la que lleva a Las Cuatro Bocas Municipio Mara. Los campos petroleros al ser planificados, poseen todos los servicios y sus calles son rectas.
Entre las líneas de transporte que funcionan en La Paz están:
- Buses La Concepción - Maracaibo. Ruta La Paz
- Colectivo de transporte Cuatro Bocas - La Paz
- Carros por puesto Concepción - La Paz
- Colectivo de transporte La Paz - El Laberinto

## Sitios de Referencia
- Carnicería El Novillo de oro F.CH.
- Estadio de Fútbol de La Paz
- Estadio de softball Víctor Vílchez
- Cancha de usos múltiples Abraham Salazar
- Escuela Básica Nacional Adrián Fernández Morán
- U.E.N La Paz
- C.E.I.B Menca de Leoni
- Área Comercial La Esquina
- Comercial Milagros
- Plaza José Ramón Yépez
- Plaza Bolívar
- Plaza El Hongo
- Pastelitos Ortiz

## Sitios Turísticos
- Río Palmarito
- Caño Seco
- Caño Colorado

- Datos: Q5964723

- Historiador Deyner D. Avendaño L. (2010)
- Cronista Kelvys K. Fuenmayor S. (2010)
- Historiador Leonel A. Pérez R. (2012)
- Lcdo. GLEN L. VILLALOBOS M. (2014)
- Lcdo. JESÚS JOSE BERRUETA VILCHEZ (2023)